# Эхинопсис Пентланда
Эхинопсис Пентланда (лат. Echinopsis pentlandii) — кактус из рода Эхинопсис.

## Описание
Стебель голубовато-зелёный, шаровидный, с возрастом коротко-цилиндрический, диаметром около 5 см. При малых размерах густо обрастает боковыми побегами и напоминает сцепившиеся в комок колючие шарики. Рёбер до 15, они имеют заострённую кромку и разделены бороздками на гребешки сегменты. На их верхушках расположены ареолы.
Колючки шиловидные, желтовато-коричневые. Центральная колючка одна (может и не быть), длиной до 3 см, прямая; радиальных — 7-12, они имеют длину около 2 см, растопырены от стебля в стороны.
Цветки оранжево-красные, до 5 см длиной, на трубке, длиной 3-4 см, покрытой волосками и чешуйками. Существуют разновидности с чисто-белыми, розоватыми и желтоватыми цветками.

## Распространение
Эндемик пограничных районов Перу и Боливии. Редко встречается в природе.

## Синонимы
| - Echinocactus pentlandii - Lobivia pentlandii - Echinopsis scheeri - Lobivia scheeri - Lobivia boliviensis - Lobivia higginsiana - Lobivia wegheiana - Echinopsis hardeniana - Lobivia hardeniana - Lobivia argentea - Lobivia leucorhodon - Lobivia leucoviolacea | - Lobivia raphidacantha - Lobivia varians - Lobivia schneideriana - Lobivia aculeata - Lobivia brunneo-rosea - Lobivia lauramarca - Lobivia aurantiaca - Lobivia johnsoniana - Lobivia titicacensis - Lobivia multicostata - Lobivia larae - Echinopsis pentlandii - Lobivia omasuyana |